# Tokuma Shoten
 (octobre 2019).
Si vous disposez d'ouvrages ou d'articles de référence ou si vous connaissez des sites web de qualité traitant du thème abordé ici, merci de compléter l'article en donnant les références utiles à sa vérifiabilité et en les liant à la section « Notes et références ».
Pour les articles homonymes, voir TJC.
Tokuma Shoten Publishing Co., Ltd. (株式会社徳間書店, Kabushiki-gaisha Tokuma Shoten) est un des plus importants éditeurs du Japon. Ses produits comprennent de la musique, des jeux vidéo, des logiciels, des films (y compris des films d'animation), des magazines, des mangas et des livres.

## Historique

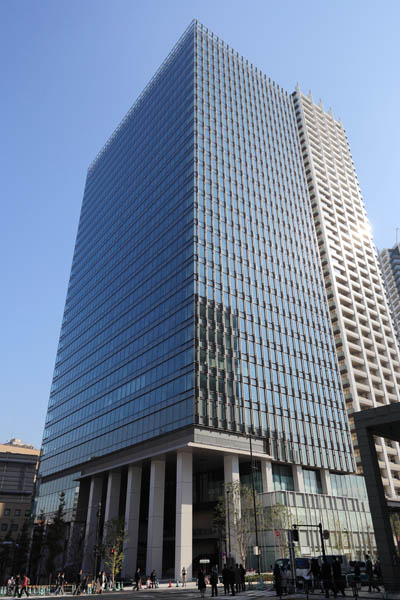
Siège de la compagnie.

À la suite de difficultés financières, le groupe revend plusieurs de ses filiales dans les années 2000, dont la Tokuma Japan Communications (acheté en 1974), la Daiei (acheté en 1972) et le studio Ghibli (fondé en 1985).

## Magazines publiés
- Animage (アニメージュ, Animēju?)
- BestGear
- Chara Comics
- Chara Selection
- Famimaga
- Famimaga 64
- Famimaga Weekly
- Famitsu
- Goods Press
- Hyper Hobby
- LoveBerry (ラブベリー, Rabuberī?)
- Mondai Shōsetsu (問題小説, Mondai Shōsetsu?)
- Monthly Asahi Geinō Entame (月刊アサヒ芸能エンタメ!, Gekkan Asahi Geinō Entame!?)
- Monthly Comic Ryū (月刊 Comic リュウ, Gekkan komikku Ryū?)
- Monthly Comic Zenon (月刊コミックゼノン, Gekkan komikku Zenon?)
- Monthly Manga Voice (月刊マンガボーイズ, Gekkan Manga Bōizu?)
- Monthly Shōnen Captain (月刊少年キャプテン, Gekkan Shōnen Kyaputen?)
- SF Adventure (SFアドベンチャー, Esuefu Adobenchā?)
- SF Fantasy Ryū (SF・ファンタジー　リュウ, Esuefo Fantajī Ryū?)
- Shokuraku (食楽, Shokuraku?)
- TV Land (ja) (テレビランド, Terebi Rando?)
- Asahi Geinō (週刊アサヒ芸能, Asahi Geinō?)

Film
- Nausicaä de la Vallée du Vent
- Le Château dans le ciel
- Mon voisin Totoro
- Kiki la petite sorcière
- Souvenirs goutte à goutte
- Porco Rosso
- Pompoko
- Si tu tends l’oreille
- Princesse Mononoké
- Mes voisins les Yamada
- Le Voyage de Chihiro
- Le Royaume des chats
- Le Château ambulant

## Autres produits
Tokuma traduit les livres de la série Capitaine Slip en japonais[réf. nécessaire].